# 三茅观
三茅观位于中国浙江省杭州市上城区吴山云居山江湖汇观亭西南侧，祀三茅真君，原名三茅堂，南宋绍兴二十年（1150）因东都旧名赐额宁寿观，全称三茅宁寿观。观后曾筑有七十二瑶台，遍植桃花，春时郊祭，即旧时“吴山八景”之一的“瑶台万玉”。元明时观内辟有书馆，传名臣于谦少年时曾读书于此并写下了《石灰吟》。建筑于抗战时为日军拆毁，但仍保存了较为完整的围墙墙址、园路和建筑格局，2008年整治并辟为景区。